# Boril
Boril (bolgarsko  Борил, Boril) je bil bolgarski cesar (car), ki je  vladal od leta 1207 do 1218. Bil je sin neimenovane sestre svojega predhodnika Kalojana, * ni znano, † ni znano.

## Življenje
Še vedno ni jasno ali je Boril sodeloval pri umoru carja Kalojana pod obzidjem Soluna ali ne, znano pa je, da sta Kalojanova naslednika, nečaka Ivan Asen in Alekander, po Borilovem prihodu na prestol pobegnila iz države, najprej h Kumanom in kasneje  v Galicijo.  Boril se je poročil s Kalojanovo vdovo, morda  Ano (Anisijo) Kumanko, ki jo omenja Sinodik bolgarske cerkve. 
Borilov poskus, da bi nadaljeval Kalojanovo zunanjo politiko, se je izjalovil, ker so mu od samega začetka vladanja nasprotovali člani njegove družine. Brat Strez je s pomočjo srbskega velikega kneza (župana) Štefana Prvokronanega zasedel trdnjavo Prosek, iz katere je odhajal na pohode v Makedonijo. Borilov bratranec in aristokrat Aleksej Slav je razglasil svojo neodvisnost in se utrdil v prestolnici Melnik v Pirinu. Stanje je še poslabšal Borilov poraz v bitki z latinskim cesarjem Henrikom Flandrijskim pri Plovdivu leta 1208, četudi mu je sprva dobro kazalo in je malo pred tem v bitki pri Beroji zmagal. Po porazu so trdnjave v severni Trakiji in Rodopih padle v latinske roke. Leta 1209 je Strez zaradi vojaškega konflikta ali morda kot rezultat mirovnih pogajanj dobil dvorni naslov sebastokrator, ki je bil samo eno stopnjo nižji od despota, in ostal do svoje smrti leta 1214 Borilov zaveznik. Leta 1211 (po nekaterih virih leta 1213) so se Borilu  uprli štirje bolgarski plemiči iz Vidina. Ker Boril ni mogel pričakovati pomoči niti iz Srbije niti iz Latinskega cesarstva niti od  svojih bojarjev,  sam pa upora ni mogel zatreti, se je obrnil na Ogrsko kraljestvo. Ogrska vojska pod poveljstvom grofa Joahima Sibiujskega je upornike strla in zavzela Vidin. Ogrska je za protiuslugo dobila Beograd in njegovo okolico.
Boril je leta 1211  v Tǎrnovem sklical sinodo Bolgarske pravoslavne cerkve, na kateri so obsodili bogomilstvo. Sinoda je spominjal na sinodo, ki jo je  leta 1111 sklical bizantinski cesar Aleksej II. Komnen, na kateri so prav tako obsodili bogomile. Približno takrat je organiziral tudi poroko svoje pastorke, Kalojanove hčerke Marije (ime je vprašljivo), z latinskim cesarjem Henrikom Flandrijskim  in bogato obdarjeno nevesto poslal v Konstantinopel.  Kmalu zatem naj bi se poročil s hčerko Andreja II. Ogrskega, vendar je za to zvezo malo dokazov. Načrtoval je tudi poroko svoje hčerke z Andrejevim sinom, kasnejšim kraljem Bélo IV., ki ni bila nikoli sklenjena.
Zavezništvo Bolgarije  z Latinskim cesarstvom, Ogrskim kraljestvom in Epirskim despotatom je Borila potisnilo  v vojno s Srbijo, v kateri je imel malo uspeha, zlasti po umoru svojega brata Streza leta 1215. Po smrti Henrika Flandrijskega leta 1216 in odhodu Andreja II. Ogrskega na peto križarsko vojno  je Boril ostal brez močnih zaveznikov. Leta 1217 ali 1218 se je Borilov bratranec Ivan Asen vrnil iz izgnanstva in ga premagal. Po sedem mesecev trajajočem obleganju Tarnovega je Boril pobegnil iz prestolnice. Na begu so ga  ujeli, ga oslepili in zaprli v samostan, verjetno Gorno Oriahovski.

## Družina
S prvo ženo, Kalojanovo vdovo Ano Kumanko, je imel hčerko, katere ime ni znano. Hčerko je nameraval poročiti z bodočim kraljem Bélo IV. Ogrskim. 
Leta 1214 se je poročil z Elizabeto Kurtensko, hčerko latinskega cesarja Henrika Flandrijskega, katero je Borilov naslednik Ivan Asen II. po Borilovem padcu verjetno poslal nazaj v Konstantinopel.